# شهین داوودی‌فر
شهین داوودی‌فر (متولد ۵ اردیبهشت ۱۳۲۴ در تهران) بازیکن اسبق تیم ملی بسکتبال زنان ایران است. وی که تحصیل کرده کارشناسی تربیت بدنی از دانشگاه تربیت معلم است و در فاصله بین نیمه دوم دهه ۱۳۴۰ تا انقلاب ۱۳۵۷ در سطح اول ورزش بسکتبال ایران حضور داشت و در سال ۱۳۵۵ به تیم ملی دعوت شد. وی همسر روزنامه نگار ورزشی، رحیم رحیم زاده اصل است.

## افتخارات
- قهرمان مسابقات بسکتبال باشگاه‌های تهران: مرداد ۱۳۴۹ (به همراه باشگاه انجمن) و بهمن ۱۳۵۲ (جام اتحادیه)، اسفند ۱۳۵۳، شهریور ۱۳۵۴ و مهر ۱۳۵۱ (به همراه آزمایش)
- قهرمان مسابقات قهرمانی ایران: ۱۳۵۱ (به همراه تیم تهران)[۱]